# Angola, Saudades from the One Who Loves You
Pour plus de détails, voir Fiche technique et Distribution.
Angola, Saudades from the One Who Loves You est un film documentaire angolais réalisé en 2005.

## Synopsis
Une voix inconnue lit les lettres qui transportent le spectateur dans un voyage au cœur de diverses réalités angolaises. Des enfants de la rue aux mannequins sur le podium, nous sommes confrontés à un caléidoscope de personnages et de couleurs qui participent aux contradictions marquantes de la pauvreté et du luxe dans un des plus grands pays exportateurs de pétrole et de diamant en Afrique.

## Fiche technique
- Réalisation : Richard Pakleppa
- Production : Neil Brandt
- Scénario : Richard Pakleppa
- Image : Richard Pakleppa
- Son : Jita Gueivra
- Musique : Paula Fluis & Mc Carper
- Montage : Katherine Meyburg

## Récompenses
- Durban International Film Festival, Durban, 2006
- DokFest Munchen, 2006
- World Premier, Three Continents, SA, 2005
- European Premier, IDFA, 2005